# Via Claudia Augusta
Via Claudia Augusta var en romersk väg som ledde från Poslätten över Alperna till Raetien och sedan vidare till Bayern.
År 15 f.Kr. fick Nero Claudius Drusus order av sin styvfar Augustus att av militära skäl förbättra vägen över Alperna för att öka romarnas kontroll av Raetien och kungariket Noricum. Arbetet omfattade att förvandla en stig för packdjur till en väg som skulle tillåta vagnar på hjul att passera. Vägen färdigställdes 60 år senare år 47 e.Kr. av Neros son, kejsare Claudius.